# Rita, burlada
Rita, burlada es el primer capítulo de la tercera temporada de la serie de televisión argentina Mujeres asesinas. Este episodio se estrenó el día 11 de abril de 2007.
Este episodio fue protagonizado por Gabriela Toscano, en el papel de asesina. Coprotagonizado por Adrián Suar y Dolores Fonzi. Y la participación de Carlos Belloso.

## Desarrollo

### Trama
Rita (Gabriela Toscano) es una mujer trabajadora y de escasos recursos, cuya vida quedó estancada por haber sido madre tan joven. Durante un viaje en tren conoce a Camilo (Adrián Suar), un ilusionista y vidente que le promete ayudarla con sus dones para mejorar su situación económica. Luego de entrar en confianza con Camilo y empezar una relación con él, Rita acepta trabajar en precarias condiciones para Oscar (Carlos Belloso), un conocido de su nueva pareja. Sin embargo, su hija adolescente, Consuelo (Dolores Fonzi), es más escéptica con respecto a los supuestos poderes de ese vividor, quien en secreto la persigue con fines perversos. En su necesidad de creer, Rita aceptará lo que Camilo le pida. Ante los magros resultados en su vida, y luego de que Oscar se sobrepasara con ella, Rita le reprocha a Camilo que su situación no para de empeorar. Alterado ante las sospechas, Camilo le indica como última opción conseguir la sangre de una virgen para una ofrenda a los santos. Rita, confundida, no entiende la consigna. Al día siguiente ella, con mucha tristeza, deja la casa con Camilo y Consuelo solos. Rita, de camino al trabajo, reacciona y logra entender en que consiste la ofrenda temiendo lo peor. Vuelve directo a su casa, y encuentra a Camilo abusando sexualmente de Consuelo. Desesperada, toma lo primero que encuentra y desde atrás lo golpea varias veces en la cabeza para que suelte a su hija.

### Condena
Rita L. fue condenada a 12 años de prisión por homicidio simple. Su hija fue derivada a un instituto de menores hasta su mayoría de edad. Poco después de salir del instituto se casó, y está esperando su segundo hijo. Rita en la cárcel se convirtió en evangelista. Saldrá en el 2008.

## Elenco
- Gabriela Toscano
- Adrián Suar
- Dolores Fonzi
- Carlos Belloso